# Lijst van voetbalinterlands Botswana - Kameroen (vrouwen)
Deze lijst van voetbalinterlands is een overzicht van alle officiële voetbalinterlands tussen de nationale vrouwenteams van Botswana en Kameroen. De landen hebben tot nu toe één keer tegen elkaar gespeeld. 

## Wedstrijden
| № | Plaats | Datum        | Competitie      | Wedstrijd           | Uitslag |
| - | ------ | ------------ | --------------- | ------------------- | ------- |
| 1 | Rabat  | 17 juli 2022 | Afrika Cup 2022 | Botswana − Kameroen | 0 − 1   |

## Samenvatting
| Competitie | Totaal gespeeld | Winst Botswana | Gelijk | Winst Kameroen | Doelsaldo Botswana – Kameroen |
| ---------- | --------------- | -------------- | ------ | -------------- | ----------------------------- |
| Afrika Cup | 1               | 0              | 0      | 1              | 0 − 1                         |
| Totaal     | 1               | 0              | 0      | 1              | 0 − 1                         |

BFA · A-internationals · Botswaans mannenelftal
2002 – 2009 · 2010 – 2019 · 2020 – 2029
Angola ·
Burundi ·
Comoren ·
Congo-Kinshasa ·
Gabon ·
Kameroen ·
Kenia ·
Lesotho ·
Madagaskar ·
Malawi ·
Mali ·
Marokko ·
Mauritius ·
Mozambique ·
Namibië ·
Nigeria ·
Rusland ·
Swaziland ·
Tanzania ·
Togo ·
Tunesië ·
Zambia ·
Zimbabwe ·
Zuid-Afrika ·
Zuid-Soedan